# Coup d'État de 1934 en Lettonie

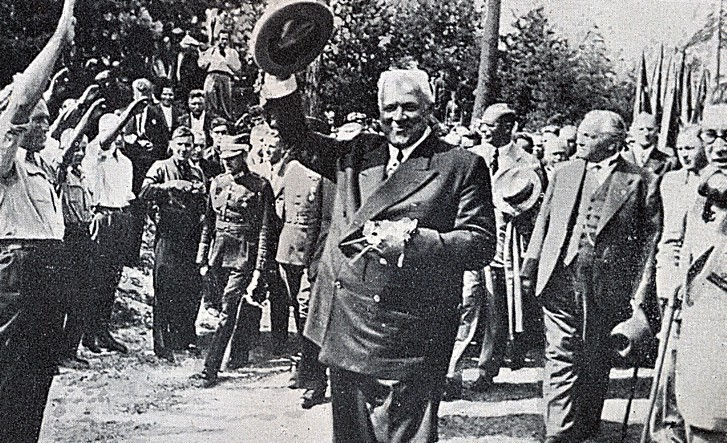
Ulmanis, suivi des ministres en 1934.

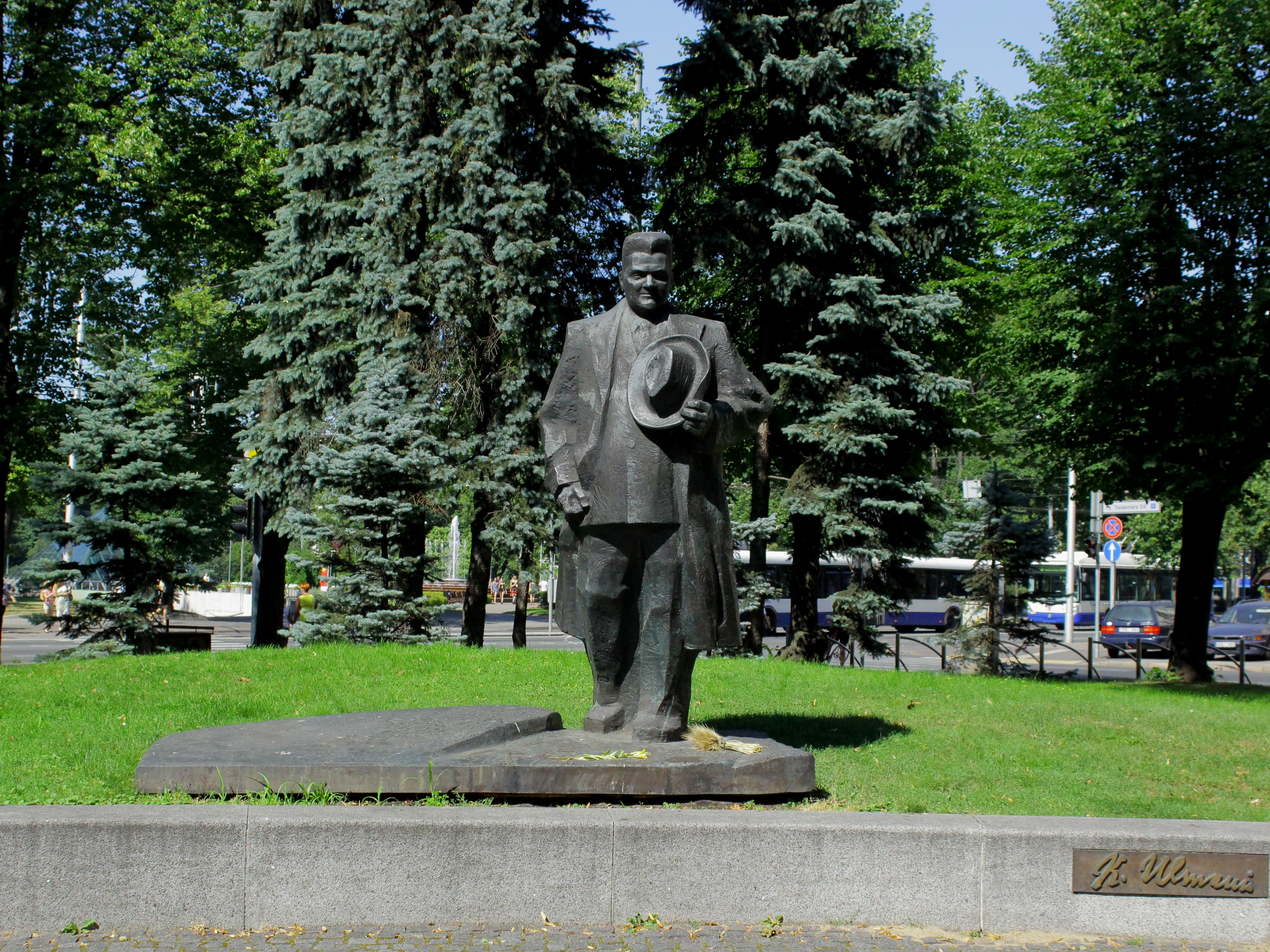
Monument en l'honneur d'Ulmanis à Riga.

Le coup d'État de 1934 en Lettonie (letton : 1934. gada 15. maija apvērsums), également connu en Lettonie sous le nom de coup d'État du 15 mai (15. maija apvērsums) ou de coup d'Ulmanis (Ulmaņa apvērsums), est un coup d'État de l'ancien combattant et Premier ministre Kārlis Ulmanis contre le système parlementaire en Lettonie. Son régime a duré jusqu'à l'occupation soviétique de la Lettonie en 1940.

## Coup d'État
Dans la nuit du 15 au 16 mai, Ulmanis, avec le soutien du ministre de la Guerre Jānis Balodis et de l'organisation paramilitaire Aizsargi (en), a pris le contrôle des principaux bureaux de l'État et du parti, a proclamé l'état de guerre en Lettonie, suspendu la Constitution, dissous tous les partis politiques et la Saeima (parlement).
Ulmanis a ensuite établi un régime autoritaire exécutif non parlementaire dans lequel il a régné en tant que Premier ministre. Les lois ont continué à être promulguées par le gouvernement en exercice. Le président sortant de la Lettonie Alberts Kviesis, qui appartenait à l'Union des agriculteurs lettons d'Ulmanis, a accepté le coup d'État et a purgé le reste de son mandat jusqu'au 10 avril 1936. Ulmanis a ensuite assumé illégalement le poste de président de l'État et était officiellement connu sous le nom de "président et Premier ministre" (Valsts un Ministru Prezidents), mais généralement dans les publications sous le nom de "Leader of the people" (Tautas Vadonis) ou simplement "Leader" (Vadonis).
Ulmanis était unique parmi les dictateurs européens de l'époque, car il n'a pas créé de parti au pouvoir et n'a pas introduit de nouvelle constitution. Au lieu de cela, Ulmanis a créé des chambres des professions contrôlées par l'État, basées sur les modèles corporatistes des régimes autoritaires de Konstantin Päts en Estonie et d'António de Oliveira Salazar au Portugal. Le régime était en grande partie basé sur l'autorité et les cultes de la personnalité d'Ulmanis et de Balodis en tant que fondateurs de la Lettonie pendant la guerre d'indépendance de la Lettonie, qui prétendaient avoir libéré la nation du chaos multipartite.
Le coup d'État sans effusion de sang a été mené par l'armée et des unités de la garde nationale Aizsargi fidèles à Ulmanis. Ils se sont dirigés contre des bureaux gouvernementaux clés, des installations de communication et de transport. De nombreux élus et hommes politiques (presque exclusivement du Parti social-démocrate du travail de Lettonie, ainsi que des personnalités d'extrême droite et de gauche) ont été arrêtés, de même que tous les militaires qui ont résisté au coup d'État. Quelque 2 000 sociaux-démocrates ont été initialement détenus par les autorités, dont la plupart des membres sociaux-démocrates de la Saeima dissoute, ainsi que des membres de diverses organisations radicales de droite, telles que Pērkonkrusts. Au total, 369 sociaux-démocrates, 95 membres de Pērkonkrusts, des militants pro-nazis de la communauté allemande de la Baltique et une poignée d'hommes politiques d'autres partis ont été internés dans un camp de prisonniers établi dans le district de Karosta (en) à Liepāja. Après que plusieurs sociaux-démocrates, tels que Brūno Kalniņš (en), aient été innocentés par les tribunaux des accusations d'armes, la plupart des personnes emprisonnées ont commencé à être libérées au fil du temps, certaines décidant de s'exiler. Les personnes reconnues coupables par les tribunaux d'actes de trahison, comme le chef du Pērkonkrusts Gustavs Celmiņš (en), sont restées derrière les barreaux pendant la durée de leur peine, trois ans dans le cas de Celmiņš.